# CARNELIAN
CARNELIAN（カーネリアン、女性、9月21日生）は、日本のイラストレーター、同人作家、ゲームクリエイター、原画家、実業家である。
ARIDESIGN （アリデザイン）株式会社代表取締役、有限会社オービット代表取締役。有限会社ルーツ取締役。

## 略歴
- 小学生時代に家にマイコンが来た事でコンピューターゲームを知り夢中になる。ファミコンよりはMSXなどのパソコンゲーム派で、ハマッたゲームに『大航海時代』（光栄）、『ルナティックドーン』（アートディンク）、『幻影都市』（マイクロキャビン）、『ドラゴンスレイヤー英雄伝説』（日本ファルコム）、『スナッチャー』（コナミ）を挙げている。
- イラストレーター・原画家としては小学生時代から漫画を描き、中高生の時はイラスト・漫画の投稿や創作活動をしており、幼い頃から絵で何かを表現する事を好んでいた。
- 高校卒業後にデザイン系の専門学校に入りこの頃から明確にゲーム業界への道を志す。
- 「âge」（アージュ）の前身である「relic」を離脱後（詳しくはアージュを参照のこと）、仲間らと有限会社オービットを設立。美少女ゲームブランド「ROOT」、「CLOVER」やボーイズラブゲームブランド「CORE」で企画、製作を進行中。

## 人物
- ペンネームのCARNELIANの由来は同名の原石・カーネリアンから。自身のHPや同人サークル名もCARNELIANで統一している。ブログではたまに一人称を「CAR」「カーネリ」「ほげ」「ほげねりあん」と称している。
- 趣味もゲームで、『大航海時代Online』（コーエー）に夢中となっていた。その他の趣味としてはテディベア収集、海外旅行、原石集めなど。
- イラスト制作のほかにも、ゲームクリエイターとしてゲーム制作の企画原作を手掛ける。エグゼクティブプロデューサー・ディレクター・企画・原画家・グラフィッカー・シナリオライター担当もしている。
- 「美少女ゲーム業界でトップに立ちたい」と発言するなど上昇志向は強いが、その一方で人の和を重んじておりゲームの魅力の1つに「作品をみんなで一緒に作れるところ」と答えている（映画は製作が難しい、漫画は個人作業に拠る所が大きいと考えている）。仕事は一人で黙々とやるタイプではなく、職場にBGMを流しスタッフみんなでそれ聴きつつわいわい言いながら行うタイプだと語る。
- 自身が興したゲーム開発会社・オービットについて「自分たちが活躍できるステージ」であり「会社は個人のためにある」「自分自身は絵描きというより物語指向があって」「『仕事ができる環境』を自分たちで作るようにするためにと立ち上げたのだ」と明言している。
- また、ARIDESIGN（アリデザイン）の新事業としてARIDESIGN◆BoardGameClubというボードゲーム制作チームを設立。社屋の一角に 会社名義としてお店でして ボードゲームカフェ「Shamrock（シャムロック）」を開店した。[1] ボードゲームの自社開発 企画、製作を進行中。

## 画風
自身で注意している点としては、
- 年齢幅のあるキャラを描く
- 洋服をきっちり描く（服は服として纏っているという存在感が出るようにしている）
- かわいいけどエッチに
- 純愛から凌辱まで幅広く描く事でイメージ固定を避ける

を挙げている。これらを反映してCARNELIANの描くキャラは繊細・緻密で、ボーイズラブゲームや乙女ゲームも手がけている事もあって女性のファンも多い。

## 同人活動
ペンネームと同じ「CARNELIAN」という名の同人サークルを主宰している。コミックマーケットでは長くシャッターサークル（超大手）に位置しており、根強い人気を博している。サンシャインクリエイションなどの同人誌即売会にも参加しており、同人活動は活発な方である。同人誌に多い他人の作品のパロディは好まない事や自身が経営側にいることもあってか、創作系か商業用に書き下ろした作品のラフ画集の発行が多い。

## 主な作品

### ゲーム原画
- 男性向け
  - Revolver（PIL／Flying Shine、1998年）
  - Re-leaf（シーズウェア、1998年）
  - MACHINE MAIDEN（evolution、1999年）
  - WAM-xxxnovel.wetandmessy.com-（PIL／Flying Shine、1999年）
  - D 〜その景色の向こう側〜（Pure Platinum、1999年）
  - 闇夜のクレナイ(Root/Clover企畫、1999年)オービットファンクラブに連載
  - アージュマニアックス 〜伊隅四姉妹最期の日〜（アージュ、2000年）※一部
  - White Angel（light、2000年）
  - レンズの向こう側…（MINA、2000年）
  - 恋ようび（ACTRESS、2000年）
  - 將姫（シーズウェア、2000年）
  - EVE ZERO 〜ark of the matter〜（シーズウェア、2000年）
  - 顔のない月（ROOT、2000年）
  - ひまわりの咲くまち（フェアリーテール、2002年）
  - ヤミと帽子と本の旅人（ROOT、2002年）
  - モルダヴァイト（CLOVER、2002年）※ 一部
  - 夢鬼 -Night Demon-（ALICE SOFT、2003年）
  - ミステリート 〜不可逆世界の探偵紳士〜（アーベル、2004年）
  - きると（CLOVER、2005年）
  - 承平クンのHANI神ライフ☆ （ROOT、2006年）※ オービットファンクラブ会員限定ソフト
  - 桃華月憚（ROOT、2007年）
  - PARA-SOL（ROOT、2010年）
  - 顔のない月-待宵の双椿-（ROOT、発売日未定[2]）
- 女性向け
  - メサイア（CORE、2006年）
  - メサイア 〜パラノイア・パラドックス〜（CORE、2008年）
  - ガーネット・クレイドル ジ アーク オブ ファンタズム（オービット×サーファーズパラダイス、2009年）※ ソーシャル・ネットワーキング・ゲーム

### ゲームプロデューサー
- 女性向け
  - ガーネット・クレイドル（SPICA、2009年）

### 挿絵
- ぱられるロイド☆ヒトミ（著：丘野ゆうじ、集英社スーパーダッシュ文庫）ISBN 978-4-08-630011-7
- ぱられるロイド☆ヒトミ2（著：丘野ゆうじ、集英社スーパーダッシュ文庫）ISBN 978-4-08-630019-3
- 社交界艶戯 寵妾は冷えた褥をあたためる（著：柊平ハルモ、白泉社花丸ノベルズ）ISBN 978-4-59-286265-9
- 夜蝶は凍れる恋のとりこ（著：柊平ハルモ、白泉社花丸文庫BLACK）ISBN 978-4-59-285023-6
- ミサキの一発逆転!（著：石川ユウヤ、メディアファクトリー/MF文庫J）ISBN 978-4-84-012451-5
- ミサキの一発逆転!2（著：石川ユウヤ、メディアファクトリー/MF文庫J）ISBN 978-4-84-012661-8
- ミサキの一発逆転!3（著：石川ユウヤ、メディアファクトリー/MF文庫J）ISBN 978-4-84-012783-7
- となプリ 王女様の休日（著：七海ユウリ、フランス書院/美少女文庫）ISBN 978-4-82-965799-7
- プリンセス コンテスト（著：天野都、フランス書院/美少女文庫）ISBN 978-4-82-965855-0
- 月下の巫女（著：わかつきひかる、フランス書院/美少女文庫）ISBN 978-4-82-965914-4
- MiX! オトコの娘はじめました（著：岩佐まもる、角川スニーカー文庫）ISBN 978-4-04-422324-3
- MiX! お姉さまと呼ばないで（著：岩佐まもる、角川スニーカー文庫）ISBN 978-4-04-422325-0
- MiX! オトコの娘注意報☆（著：岩佐まもる、角川スニーカー文庫）ISBN 978-4-04-422327-4
- MiX! オトメたちの饗宴!?（著：岩佐まもる、角川スニーカー文庫）ISBN 978-4-04-422328-1
- MiX! オトコの娘はくじけない!!（著：岩佐まもる、角川スニーカー文庫）ISBN 978-4-04-422329-8
- シュヴァルツェスマーケン1 神亡き屍戚の大地に（著：内田弘樹、エンターブレイン/ファミ通文庫）ISBN 978-4-04-727306-1
- シュヴァルツェスマーケン2 無垢なる願いの果てに（著：内田弘樹、エンターブレイン/ファミ通文庫）ISBN 978-4-04-727528-7
- シュヴァルツェスマーケン3 縹渺たる煉獄の彼方に（著：内田弘樹、エンターブレイン/ファミ通文庫）ISBN 978-4-04-727932-2
- シュヴァルツェスマーケン4 許されざる契りのために（著：内田弘樹、エンターブレイン/ファミ通文庫）ISBN 978-4-04-728419-7
- シュヴァルツェスマーケン5 紅蓮なる弔鐘の中で（著：内田弘樹、エンターブレイン/ファミ通文庫）ISBN 978-4-04-728802-7
- シュヴァルツェスマーケン6 儼たる相剋の嚮後に（著：内田弘樹、エンターブレイン/ファミ通文庫）ISBN 978-4-04-729297-0
- シュヴァルツェスマーケン7 克肖導く熾天の大地へ（著：内田弘樹、エンターブレイン/ファミ通文庫）ISBN 978-4-04-729528-5
- シュヴァルツェスマーケンRequiem-祈り- #1（著：内田弘樹、エンターブレイン/ファミ通文庫）ISBN 978-4-04-728214-8
- シュヴァルツェスマーケンRequiem-願い- #2（著：内田弘樹、エンターブレイン/ファミ通文庫）ISBN 978-4-04-729014-3
- 椎名町先輩の安全日（著：サイトウケンジ、メディアファクトリー/MF文庫J）ISBN 978-4-84-015257-0
- 華枕（著：詠野万知子／原作：華壇倶楽部、ぽにきゃんBOOKS）ISBN 978-4-86-529148-3 [3]

### 画集ほか
- 『CARNELIAN COLLECTION』（角川書店、2001年12月31日初版発行）ISBN 4-04-707064-5
- 『CARNELIAN MUSEUM -ORBIT WORKS-』（ジャイブ、2011年12月2日初版発行）ISBN 978-4-86176-872-9
- 『Jewel CARNELIAN ARTWORKS』（廣済堂出版）
  - 通常版 2012年6月30日第1版第1刷発行 ISBN 978-4-331-90079-6
  - 限定版 2012年7月14日第1版第1刷発行 ISBN 978-4-331-90080-2

CD-ROM画集
- 『CLOVER ILLUST COLLECTION』（オービット、2003年12月28日発売、2枚組）
- 『顔のない月 ILLUST COLLECTION』（オービット、2003年12月28日発売、2枚組）
- 『ヤミと帽子と本の旅人 ILLUST COLLECTION』（オービット、2003年12月28日発売、2枚組）
- 『CARNELIAN ILLUST COLLECTION』（オービット、2003年12月28日発売、2枚組）

同人誌
- 『桃華月憚 原画集 上巻』（企画・発行：CARNELIAN、発効日：2014年8月15日）
- 『桃華月憚 原画集 下巻』（企画・発行：CARNELIAN、発効日：2014年12月29日）

### アニメ
- 僕は友達が少ない（第4話エンドカードイラスト）
- 輪廻のラグランジェ season2（第1話エンドカードイラスト）
- ダイヤのA（第70話エンドカードイラスト）
- シュヴァルツェスマーケン（キャラクター原案）

### ボードゲーム
- 異界/境界/鉄道旅行（ARIDESIGN◆BoardGameClub、キャラクターデザイン・メインアートワーク）[4]
- 箱庭少女（ARIDESIGN◆BoardGameClub、ディレクター）
- 三日月夜と紅茶の姫君（ARIDESIGN◆BoardGameClub、ディレクター）

### その他のイラスト
- VOCALOID3 Library 蒼姫ラピス、メルリ（i-style Project、キャラクターデザイン・イラスト）
- ZOLA PROJECT（キャラクターイメージイラストマテリアル）
- 絵師100人展（産経新聞主催、イラスト）
- ハローキティといっしょ!（キティラーズ 雅 咲久耶／株式会社サンリオウェーブ、キャラクターイラスト）
- Fancy Frontier 開拓動漫祭（FF1~40, FF42／開拓動漫事業有限公司、カタログ表紙イラスト・ポスターイメージキャラクター）
- アクエリアンエイジ（ブロッコリー、カードイラスト）
- 戦国大名カードゲーム ～くにとりっ！～（アークライト、メインビジュアル・カードイラスト）
- 戦国大名カードゲーム ～くにとりっ！ 天下は萌えているか～（アークライト、メインビジュアル・カードイラスト）
- 華枕（ソメイヨシノ、アサガオ、キンモクセイ、シロツバキ／華檀倶楽部、キャラクターデザイン・イラスト）
- 千年戦争アイギス（聖魔の信徒シャイーナ／DMM GAMES、カードイラスト）
- 47 HEROINES（高来静香／YUNUO GAMES、キャラクターデザイン・イラスト）
- ユキちゃん抱き枕カバー（しろもうふ、オリジナル抱き枕カバイラスト）
- 「sizukano」 しずく×かのじょ（天河 結衣乃／ARIDESIGN & しろもうふ、オリジナル抱き枕カバイラスト）
- Z/X -Zillions of enemy X- （ブロッコリー、カードイラスト）
- バトルスピリッツ（バンダイ、カードイラスト）
- 23時のママたち（ProtstarSound、キャラクターデザイン・イラスト）